# Джей Бренън
Джей Бренън (или Бранан, на английски Jay Brannan) е американски певец и актьор, роден през 1982 г., роден в щата Тексас.

## Биография
За кратко учи в Охайо. По-късно се премества в Калифорния за да стане актьор. Бренън има роля във филма Shortbus от 2006 година, който включва една от неговите песни в саундтрака към филма. След това Джей става много популярен чрез видео сайта YouTube. От 2007 година е издал три албума. Джей се отличава от повечето съвременни млади изпълнители с това, че той сам пише песните си и ги изпълнява на китара. Родителите му са консервативни според него. Гласът на Бренън е определен като тенор. Стилът му на музика е сравнен с този на Шиниъд О'Конър и Лиса Лоеб.

## Дискография
- Unmastered (2007)
- Goddamned (2008)
- In Living Cover (2009)

## Филмография
- Shortbus (2006)
- Holding Trevor (2007)